# 茵蔯蒿湯
茵蔯蒿湯（いんちんこうとう）は、は漢方方剤の一つ。

## 効果・効能
尿量減少、やや便秘がちで比較的体力のあるものの次の諸症に用いられる。
黄疸、肝硬変症、ネフローゼ、蕁麻疹、口内炎。

## 適応症
1. 肝硬変に伴う胆汁鬱滞や黄疸などの症状を改善。
2. 腎臓疾患に伴う尿量減少、口渇などの症状。
3. 蕁麻疹や黄疸のかゆみ[2]。

## 組成
茵蔯蒿湯エキスの場合、7.5g中、下記の割合の混合生薬の乾燥エキス1.5gを含有する。
茵蔯蒿4.0、山梔子3.0、大黄1.0

## 性状
淡褐色で特異なにおいがし、味はわずかに渋い。

## 相互作用

### 慎重投与
1. 下痢、軟便のある患者（これらの症状が悪化するおそれ）
2. 著しく胃腸の虚弱な患者（食欲不振、胃部不快感、腹痛、下痢等があらわれるおそれ）
3. 著しく体力の衰えている患者（副作用が出現しやすくなり、その症状が増強されるおそれ）[1]

## 副作用
次の副作用がある。

### 重大な副作用
1. 肝機能障害、黄疸：AST（GOT）、ALT（GPT）、Al-P、γ-GTP の上昇等を伴う肝機能障害、黄疸があらわれることがある。
2. 腸間膜静脈硬化症

## 注意事項
高齢者は生理機能の低下、妊産婦、授乳婦、小児は安全性が未確立であり、注意が必要である。